# Kitten heel

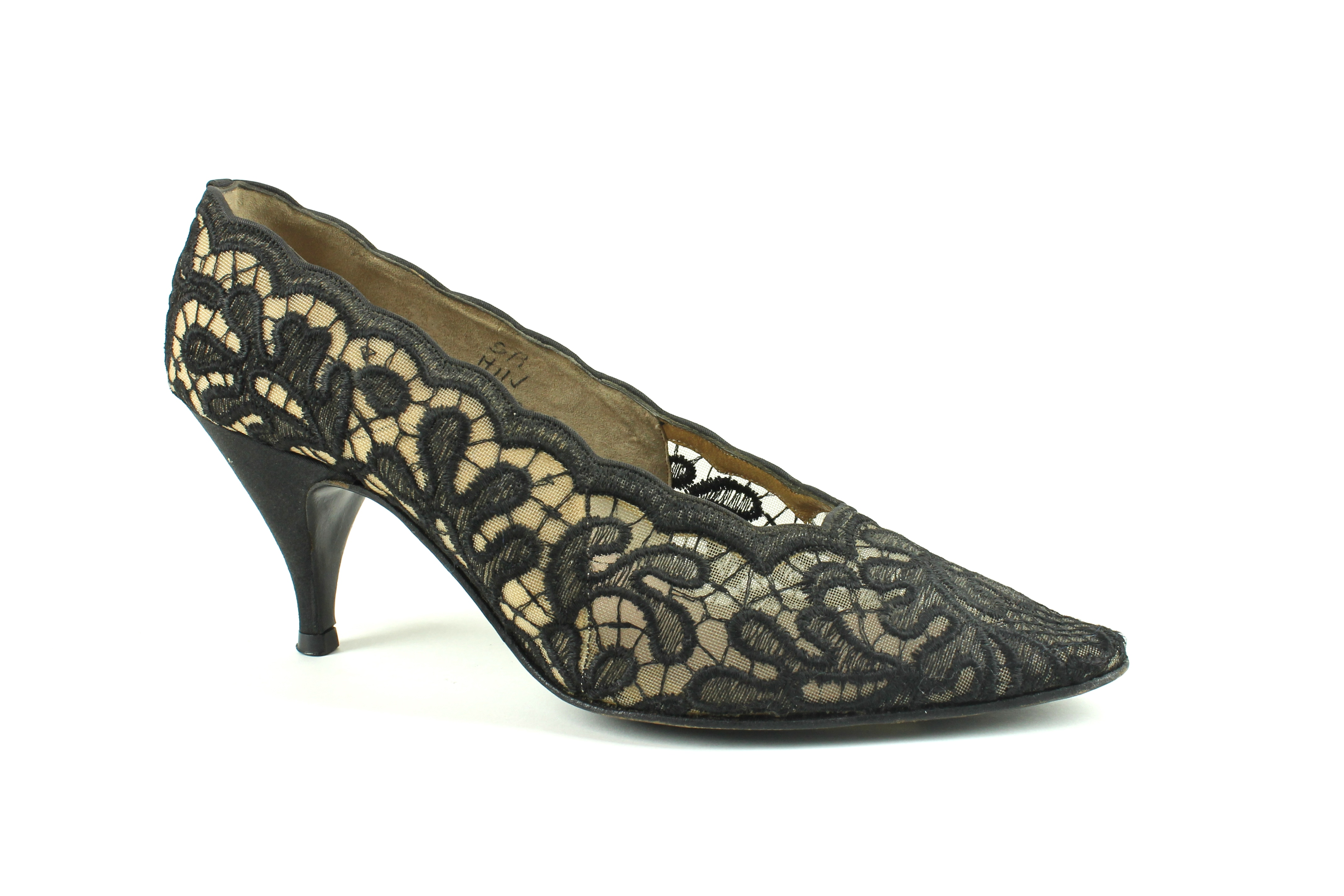
Kitten heel met kant, 1950

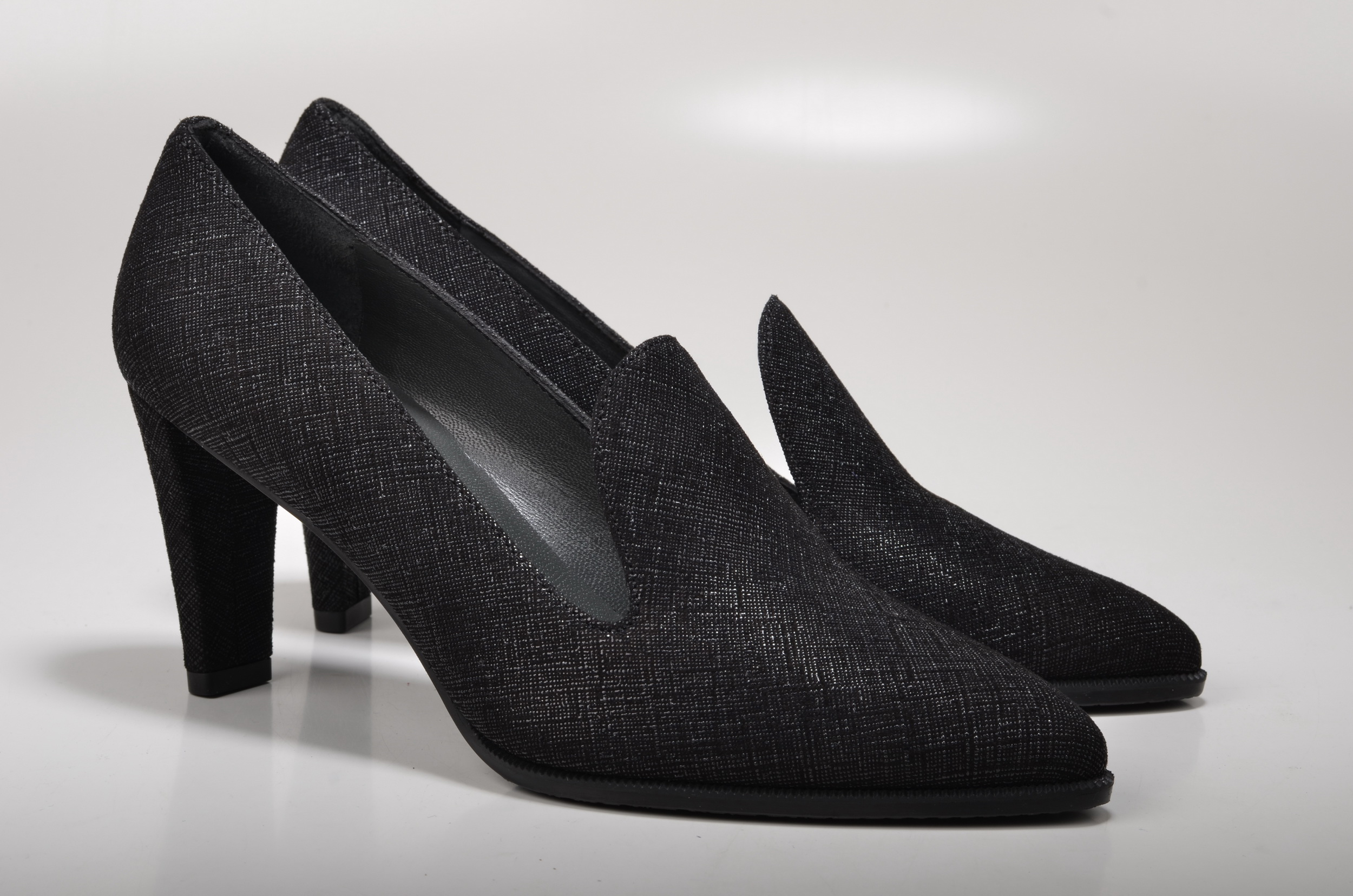
Kitten heels met blokhak van de Amerikaanse schoenenontwerper Stuart Weitzman, 2014

Een kitten heel is een vrouwenschoen met een korte, slanke, taps toelopende hak van ongeveer 2,5 tot 5 cm hoogte die met een lichte boog van de achterkant van de schoen naar voren loopt. De kitten heel houdt het midden tussen een ballerina en een pump.  De naam verwijst naar jonge katjes: oorspronkelijk werden deze schoenen vooral door jonge meisjes gedragen.
De stijl werd populair door Audrey Hepburn, en recenter door Theresa May en Michelle Obama. Het Britse model Alexa Chung en jonge bloggers als Tavi Gavinson hebben dit type schoen trendy gemaakt.

## Geschiedenis
Kitten heels werden aan het eind van de jaren 1950 geïntroduceerd als formeel modeartikel voor tienermeisjes. Hogere hakken zouden ongeschikt voor hen zijn wegens de seksuele connotaties en de moeite met lopen. In de Verenigde Staten werden ze soms "trainer heels" genoemd, aangevend dat jonge meisjes ze droegen om te wennen aan het lopen op hoge hakken. Aan het begin van de jaren 1960 kwamen ze in de mode voor oudere meisjes en uiteindelijk voor vrouwen van alle leeftijden, tot stiletto's populair werden. De kitten heels kwamen terug in de jaren 1980, toen er een revival was van de mode uit de jaren 1950 en 1960, tegelijk met de schoenen met een sleehak. In 2003 kwamen ze opnieuw in de mode.

## Voordelen
Kitten heels zijn comfortabeler om op te lopen dan de hogere naaldhakken en stiletto's, terwijl de draagster er een goede houding door krijgt. Voor lange vrouwen, vooral voor hen met een kleinere partner (zoals Carla Bruni en Sophie Dahl), bieden zij het voordeel dat ze niet zo veel boven hun partner uitsteken.